# 天津航空
天津航空（てんしんこうくう）は中華人民共和国天津市に本社を置く航空会社。正式名称は天津航空有限公司。海南航空のグループ会社で、ハブ空港は天津濱海国際空港。

## コードデーター
- IATA航空会社コード：GS
- ICAO航空会社コード：GCR
- コールサイン：BO HAI
- 中国語コールサイン：神龍（Shenlong）

## 沿革
- 2006年5月　海南航空と天津市保税区投資有限公司(Tianjin Port Free Trade Zone Investment Co.)（以下、天保投資公司）が出資した航空会社大新華快運航空有限公司（Grand China Express）が発足する。資本金は6億元。ハブ空港は天津濱海国際空港。
- 2006年11月8日　民航総局の批准を得る。
- 2007年3月30日　正式に会社が設立され、運航を開始する。
- 2008年1月20日　支社として大新華快運航空有限公司西北分公司が陝西省西安市で成立する。ハブ空港は西安咸陽国際空港。
- 2009年5月19日　天津航空として民航総局の批准を得る。
- 2009年6月8日  天津航空に名称を変更する。資本金を13億元に増資し、出資比率は海南航空集団が10億8,100万元(83.15%)、天保投資公司が2億元(15.38%)、海南航空株式会社が1,900万元(1.47%)である。なお、海南航空集団と海南航空株式会社の株式は別々に保有している。

## 就航都市

### 中国国内線
- 安徽省
  - 安慶市 - 安慶天柱山空港
  - 阜陽市 - 阜陽空港
  - 合肥市 - 合肥新橋国際空港
- 北京市
  - 北京首都国際空港
- 重慶市
  - 重慶江北国際空港
- 福建省
  - 福州市 - 福州長楽国際空港
  - 泉州市 - 泉州晋江空港
  - 廈門市 - 廈門高崎国際空港
- 甘粛省
  - 敦煌市 - 敦煌空港
  - 嘉峪関市 - 嘉峪関空港
  - 蘭州市 - 蘭州中川空港
- 貴州省
  - 貴陽市 - 貴陽龍洞堡国際空港 （焦点都市）
  - 銅仁市 - 銅仁鳳凰空港（英語版）
  - 興義市 - 興義空港（英語版）
- 広東省
  - 梅州市 - 梅県空港（英語版）
  - 汕頭市 - 掲陽潮汕空港
- 広西チワン族自治区
  - 桂林市 - 桂林両江国際空港
  - 南寧市 - 南寧呉圩国際空港 （焦点都市）
- 河北省
  - 石家荘市 - 石家荘正定国際空港
- 黒竜江省
  - ハルビン市 - ハルビン太平国際空港
- 河南省
  - 鄭州市 - 鄭州新鄭国際空港
- 湖北省
  - 武漢市 - 武漢天河国際空港
  - 宜昌市 - 宜昌三峡空港
- 香港
  - 香港国際空港
- 湖南省
  - 長沙市 - 長沙黄花国際空港
- 内モンゴル自治区
  - 包頭市 - 包頭空港
  - 赤峰市 - 赤峰玉龍空港
  - ハイラル区 - フルンボイル・ハイラル国際空港
  - フフホト市 - フフホト白塔国際空港  （準ハブ空港）
  - 満州里市 - 満州里西郊空港
  - オルドス市 - オルドス空港
  - 通遼市 - 通遼空港（英語版）
  - ウランホト市 - ウランホト空港
  - 烏海市 - 烏海空港（英語版）
  - シリンホト市 - シリンホト空港
- 江蘇省
  - 常州市 - 常州奔牛空港
  - 南京市 - 南京禄口国際空港
  - 無錫市 - 蘇南碩放国際空港
- 江西省
  - 南昌市 - 南昌昌北国際空港
- 吉林省
  - 長春市 - 長春龍嘉国際空港
- 遼寧省
  - 大連市 - 大連周水子国際空港
  - 瀋陽市 - 瀋陽桃仙国際空港
- 寧夏回族自治区
  - 銀川市 - 銀川河東国際空港
- 陝西省
  - 西安市 - 西安咸陽国際空港 （準ハブ空港）
  - 延安市 - 延安二十里堡空港（英語版）
  - 楡林市 - 楡林楡陽空港（英語版）
- 山東省
  - 済南市 - 済南遥墻国際空港
  - 青島市 - 青島流亭国際空港
  - 濰坊市 - 濰坊空港
  - 威海市 - 威海大水泊空港
  - 煙台市 - 煙台萊山国際空港
- 上海市
  - 上海浦東国際空港
- 山西省
  - 太原市 - 太原武宿国際空港
  - 運城市 - 運城関公空港
- 天津市
  - 天津浜海国際空港 （ハブ空港）
- 新疆ウイグル自治区
  - アルタイ市 - アルタイ空港
  - アクス市 - アクス空港
  - ホータン市 - ホータン空港
  - チョチェク市 - チョチェク空港（英語版）
  - ウルムチ市 - ウルムチ地窩堡国際空港 （準ハブ空港）
  - グルジャ市 - イーニン空港
- 雲南省
  - 昆明市 - 昆明長水国際空港
- 浙江省
  - 杭州市 - 杭州蕭山国際空港
  - 寧波市 - 寧波櫟社国際空港
  - 温州市 - 温州永強空港

### 国際線
日本
- 札幌 - 新千歳空港
- 大阪 - 関西国際空港[1]
- 東京 - 羽田空港
- 名古屋 - 中部国際空港 (2025年6月30日より運航再開予定)[2]

 カンボジア
- プノンペン - プノンペン国際空港[3]

 モンゴル
- ウランバートル - ボヤント・オハー国際空港

 韓国
- 仁川広域市 - 仁川国際空港
- 済州市 - 済州国際空港 （チャーター）

 ロシア
- イルクーツク - イルクーツク国際空港[4]

 オーストラリア
- シドニー - シドニー国際空港
- メルボルン - メルボルン空港

 イギリス
- ロンドン - ロンドン・ヒースロー空港

## 日本との関係

### 日本への運航路線
| 便名        | 路線 | 路線        | 機材                              |          |
| ----------- | ---- | ----------- | --------------------------------- | -------- |
| GS7989/7990 | 天津 | 東京/羽田   | エアバスA320                      |          |
| GS7977/7978 | 天津 | 大阪/関西   | エアバスA320                      |          |
| GS7983/7984 | 貴陽 | 大阪/関西   | エアバスA320                      |          |
| GS7971/7972 | 天津 | 札幌/新千歳 | エアバスA320                      | 冬季限定 |
| GS7981/7982 | 天津 | 中部        | - エアバスA320 - エンブラエルE195 |          |

### 日本との歴史
- 2014年5月28日、天津-静岡間にチャーター便として就航開始。日本への初飛来。
- 2014年11月2日から、新千歳、函館と天津を結ぶ定期チャーター便を運航[5]。
- 2015年5月15日、天津-関西、西安-関西、西安-静岡の3路線に定期便就航。
- 2015年8月15日、羽田空港の深夜発着枠を利用して、天津-東京/羽田路線を開設[6]。
- 2016年5月18日をもって、静岡-天津線を運休。
- 2016年7月1日から、静岡-大連線を就航。
- 2016年10月30日 大連-北九州路線を開設予定。また定期便の開設に先立ち、同年10月2日から27日までチャーター便を8回運航予定。
- 2017年10月8日をもって、北九州-大連線を運休。
- 2019年3月31日から、名古屋-天津線に就航。
- 2022年7月19日より、関西-天津線の運航を再開。新型コロナウイルスの影響により長らく定期国際線の運航を停止しており、これが、国際線の再開1路線目[7]。
- 2023年4月10日から、名古屋/中部-天津線の運航を再開。
- 2023年4月15日より、東京/羽田-天津線の運航を再開[8]。
- 2023年11月に、札幌/新千歳-天津線を週2便で再開。ただし、同年末で運航休止。
- 2024年1月8日から、北九州-大連線を運航開始。ただし、2024年1月1日に発生した能登半島地震の影響により、中国からの訪日観光需要が低下しているため、同月をもって運航を休止した[9]。
- 2024年11月20日、関西-貴陽線に就航[10]。
- 2024年12月20日から、札幌/新千歳-天津線の運航を再開。
- 2025年3月2日より、名古屋/中部-天津線の運航を再開。

## 保有機材
| 機種                | 保有数 | 座席数 | 座席数 | 座席数 | 備考                     |
| 機種                | 保有数 | C      | Y      | 計     | 備考                     |
| ------------------- | ------ | ------ | ------ | ------ | ------------------------ |
| エアバスA320-200    | 27     | 8      | 150    | 158    |                          |
| エアバスA320-200    | 27     |        | 174    | 174    |                          |
| エアバスA320-200    | 27     |        | 180    | 180    |                          |
| エアバスA320-200    | 27     |        | 186    | 186    |                          |
| エアバスA320neo     | 16     |        | 174    | 174    | 2018年から導入。         |
| エアバスA320neo     | 16     |        | 186    | 186    | 2018年から導入。         |
| エアバスA321-200    | 2      |        | 220    | 220    | 2017-2018年導入。        |
| エアバスA330-200    | 4      | 18     | 242    | 260    | 2016-2017年導入。        |
| エンブラエルERJ-190 | 38     |        | 106    | 106    | 2023年以降、導入を再開。 |
| エンブラエルERJ-195 | 14     |        | 122    | 122    | 2015-2017年導入。        |

### 過去の保有機材
- Fairchild Dornier 328JET